# 신사실파
신사실파(新寫實派)는 1947년에 창립된 대한민국의 미술 단체이다.
해방 후 최초로 등장한 추상주의적인 서양화가의 모임으로 '새로운 사실(寫實)을 표방한다'는 기치를 내걸었던 신사실파는 한국 최초의 추상미술그룹으로 발전해 갔다.
창립과 동시에 제1회전을 화신화랑에서 열었고, 1949년 11월 28일부터 12월 3일 사이에 동화화랑에서 제2회전, 1952년 5월 26일부터 6월 4일 사이에 부산광역시 광복동 국립박물관 부산임시사무소 화랑에서 제3회전을 열었다.
한국추상회화의 선두 그룹으로 한국화단에 끼친 영향은 크다. 동인에는 김환기, 유영국, 이중섭, 장욱진, 백영수, 이규상 등 이었다.